# Октябрський (Гірськомарійський район)
Октя́брський (рос. Октябрьский, марій. Октябрьский) — селище у складі Гірськомарійського району Марій Ел, Росія. Входить до складу Червоноволзького сільського поселення.

## Населення
Населення — 282 особи (2010; 318 у 2002).
Національний склад (станом на 2002 рік):
- гірські марійці — 69 %
- росіяни — 27 %